# Achilléomancie

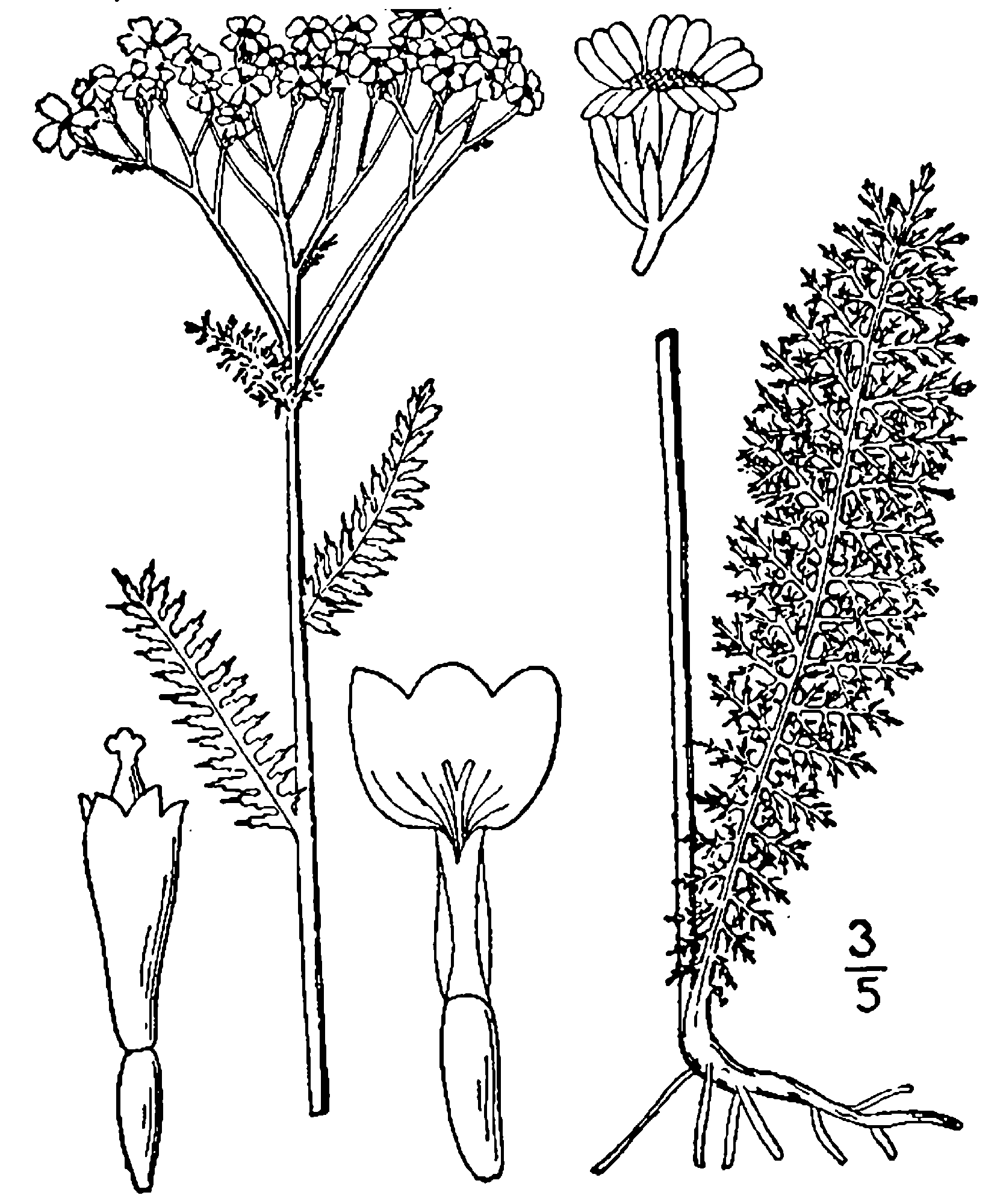
Achillea millefolium à partir des tiges de laquelle on tirait des baguettes pour la pratique de cet ancêtre du Yi Jing.

L'achilléomancie est une technique divinatoire qui consiste en la manipulation de baguettes faites de tiges d'achillée millefeuille.
Cette technique chinoise, vieille de plusieurs millénaires, repose sur l'analyse des figures obtenues avec les baguettes.
Elle peut être utilisée pour interroger le Yi Jing. Lors d'une telle consultation d'oracle, 50 baguettes de même longueur sont manipulées et aléatoirement triées, afin de répondre à une question précise sur laquelle se concentre mentalement le consultant. L'interprétation fait appel à la cosmologie du Yin et du Yang.